# (9625) 1993 HF
1993 إتش أف (ويعرف أيضًا باسم (9625) 1993 إتش أف وفق تسمية الكوكب الصغير) (بالإنجليزية: 1993 HF)‏ هو كويكب ضمن حزام الكويكبات؛ وترتيبه 9625 من حيث الاكتشاف.
اكتُشف هذا الجُرم الفلكي بواسطة هيروشي كانيدا في 16 أبريل 1993.

## وصلات خارجية
- (9625) 1993 HF في قاعدة بيانات مختبر الدفع النفاث لأجرام النظام الشمسي الصغيرة

- الاكتشاف · مخطط المدار ·  العناصر المدارية · المعلمات المادية

- (9625) 1993 HF على موقع ويكي سكاي: DSS2, SDSS, GALEX, IRAS, Hydrogen α, X-Ray, Astrophoto, Sky Map, Articles and images